# Viborg City Marathon
Viborg City Marathon er et arrangement der har været afviklet siden 2007 i Viborg. Det består af et maratonløb, 3/4 marathon, halvmaraton, Citysprinten (10 km), Citysprinten (5 km), Børneløbet (4,2 km) og Marathon Håndcykler. Det hele bliver afviklet på én søndag og er arrangeret af Viborg Kultur & Idrætsfond.

## Historie

### 2007
Det første år blev afviklet med et internationalt snit. Man kaldte sig Viborg City International Marathon og havde sloganet "Jorden Rundt på 42.195 km". Det var dog danske Torben Juul Nielsen der vandt maratonløbet i mændenes række og Kathrine Bonde Tilma hos damerne.

### 2008
2 suveræne løbere fra Kenya vandt herre og damernes maratonløb i tider som stadigvæk er rekorder for løbet. Arrangørerne lavede desuden en stor fejl det år. Ruten til halvmaratonløbet var 300 meter for kort, i forhold til de reglementerede 21,0975 km.

### 2009
Det internationale snit var skåret væk i 2009. Man kaldte sig nu Viborg City Marathon med sloganet "- en rejse i det Midtjyske". Polske løbere løb med førstepladserne, da Bartkiewicz Krzysztof og Golak Agnieszka vandt hos mænd og damer. Begge vindertider var løbets hidtidige dårligste.

## Børneløbet
Børneløbet i 2007 havde 560 tilmeldte. 303 drenge og 257 piger. Det var for alle børn og unge imellem 1-16 år. Efter man op til løbet i 2008 havde valgt at give det ekstra fokus, kom der 2382 tilmeldinger plus flere hundrede løb med uden et startnummer. Dette var måske det største løb for den aldersgruppe i landet.. I 2009 havde arrangørerne valgt at kalde det for "Nordens Største Børneløb".. Siden 2008 har der ikke været tidtagning og en vinder er ikke blevet kåret.

## Vindere

### Maraton (42,195 km)
Mænd
- 2007 –  Torben Juul Nielsen, Danmark (2.29.24 time)
- 2008 –  Julius Mutai, Nigeria (2.23.45 time) Præmie: 25.000 kr.
- 2009 –  Bartkiewicz Krzysztof, Polen (2.31.05 time)
- 2010 –  Lars Vels, Danmark (2.39.02 time)
- 2011 –  Ulrik Heitmann, Danmark (2.28.15 time)
- 2012 –  Hans Jespersen, Danmark (2.56.59 time)

Kvinder
- 2007 –  Kathrine Bonde Tilma, Danmark (2.54.25 time)
- 2008 –  Jane Rotich, Nigeria (2.50.44 time)
- 2009 –  Golak Agnieszka, Polen (3.00.01 time)
- 2010 –  Lone Balling, Danmark (2.55.20 time)
- 2011 –  Lone Balling, Danmark (2.52.42 time)
- 2012 –  Christina Sandbjerg Finsen, Danmark (3.31.36 time)

### Halvmaraton (21,0975 km)
Mænd
- 2007 –  Dennis Lybæk Nielsen, Danmark (1.12.17 time)
- 2008 –  Chris Fischer, Danmark (1.10.12 time)[1]
- 2009 –  Ulrik Heitmann, Danmark (1.10.39 time)
- 2010 –  Ulrik Heitmann, Danmark (1.08.51 time)
- 2011 –  Lars Vels, Danmark (1.12.53 time)
- 2012 –  Sune Andersen, Danmark (1.13.50 time)

- Ruten i 2008 var 300 meter for kort.
Kvinder
- 2007 –  Lene Kathrine Duus, Danmark (1.21.46 time)
- 2008 –  Mette Graversgaard, Danmark (1.24.41 time)[1]
- 2009 –  Trine Sandgaard, Danmark (1.32.00 time)
- 2010 –  Ulla Binderup Jacobsen, Danmark (1.30.33 time)
- 2011 –  Karen Fromm, Danmark (1.28.02 time)
- 2012 –  Ulla Binderup Jacobsen, Danmark (1.29.22 time)

- Ruten i 2008 var 300 meter for kort.